# 3112 Velimir
A 3112 Velimir (ideiglenes jelöléssel 1977 QC5) a Naprendszer kisbolygóövében található aszteroida. Nyikolaj Sztyepanovics Csernih fedezte fel 1977. augusztus 22-én.